# George Marshall (lekkoatleta)
George Herbert Marshall (ur. 2 października 1876 w Patras, data i miejsce śmierci nieznane) – brytyjski lekkoatleta oraz tenisista, uczestnik Igrzysk Olimpijskich w Atenach (1896).
George Marshall był synem brytyjskiego lekarza, mieszkającego w Grecji. W zgłoszeniach do biegu na 800 metrów jako powiązanie przypisane jest miasto Oksford, w zgłoszeniach do biegów na 100, 400 i 1500 metrów – Londyn, natomiast przy zgłoszeniu do turnieju tenisowego, w którym ostatecznie nie wystartował – grecki klub Panathinaikos Club of Patras.
Marshall odnosił sukcesy w lokalnych zawodach w Patras, natomiast podczas Igrzysk Olimpijskich odpadł w eliminacjach do biegów na 100 i 800 metrów. W biegach na 400 i 1500 metrów ostatecznie nie wystartował.